# True Audio
TTA (ang. True Audio) – darmowy kodek bezstratnej kompresji dźwięku w czasie rzeczywistym, którego twórcą jest Aleksander Djourik. TTA obsługuje wielokanałowe 8-, 16- i 24-bitowe dane audio. Kompresja jest bezstratna, co oznacza, że po dekompresji sygnał jest identyczny z sygnałem źródłowym – żadna część danych nie jest tracona. Oszczędność miejsca zajmowanego przez plik zależy od typu muzyki i wynosi od 30% do 70% wielkości oryginału. Algorytm kodowania opiera się na prognozowaniu adaptacyjnym.

## Cechy kompresji
- brak utraty jakości
- wysoki stopień kompresji (do 30%)
- działanie w czasie rzeczywistym
- małe wymagania sprzętowe
- możliwość używania na wielu platformach sprzętowych
- wsparcie technologii DirectShow